# Siberia (continente)

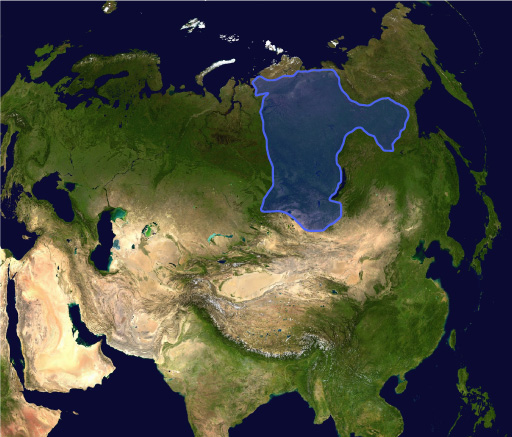
Localización actual en Asia.

Siberia es un antiguo continente que actualmente forma el cratón situado en el corazón de la región de Siberia. Se trata de un cratón muy antiguo que formaba un continente independiente antes del Pérmico. El cratón constituye hoy la Meseta Central Siberiana.